# Kaveh KakaeiNezhad
Kaveh KakaeiNezhad (på persiska: کاوه کاکائی‌نژاد), född den 28 juli 1991 i Isfahan, är en iransk författare, poet, dramatiker och konstnär. Hans verk behandlar teman som mysticism, existentiell filosofi, andlighet och gotisk litteratur. Han har gett ut över 20 böcker på persiska, engelska och andra språk. Hans böcker har publicerats via internationella plattformar som Amazon och det albanska förlaget ACFOS.

## Biografi
KakaeiNezhad föddes i Isfahan, en stad känd för sitt kulturella och konstnärliga arv. Han påverkades tidigt av klassisk persisk litteratur och globalt filosofiskt tänkande. Han började skriva under tonåren, där hans litterära stil kombinerar persisk mystik med moderna metafysiska perspektiv.

## Karriär
Hans författarskap sträcker sig över flera genrer: lyrisk poesi, gotisk fiktion, antikrigslitteratur och filosofiskt drama. Hans pjäs π3: The Tragedy of Silence behandlar tystnad och kosmisk isolering. Hans politiska manifest Paxocracy: The Future That Begins Within Us föreslår en modell för mänsklig värdighet och etisk styrning. Hans diktsamling Eczema: Poems of Freedom har översatts till över 20 språk.

## Utvalda verk
| Titel                                          | År   | Genre             | Beskrivning                                                            |
| ---------------------------------------------- | ---- | ----------------- | ---------------------------------------------------------------------- |
| Aela                                           | 2018 | Roman             | En filosofisk roman på persiska om existens och mänskliga relationer.  |
| Fino al cielo (Kort till himlen)               | 2018 | Poesi             | Mystisk fri vers inspirerad av persisk andlighet.                      |
| Gjelbërim i Përjetshëm                         | 2024 | Barnlitteratur    | En tvåspråkig bok på persiska och albanska om hopp och motståndskraft. |
| Eczema: Poems of Freedom                       | 2024 | Poesi             | Antikrigs- och surrealistisk poesi på över 20 språk.                   |
| π3: The Tragedy of Silence                     | 2024 | Drama             | Ett filosofiskt drama i en kosmisk miljö.                              |
| Jivana: Kärlekshistoria mellan Fuji och Alborz | 2025 | Poesi/Prosa       | En mytisk berättelse inspirerad av iransk och japansk kultur.          |
| Possessed                                      | 2025 | Roman             | En gotisk roman med poetisk och skräckfylld ton.                       |
| Paxocracy                                      | 2025 | Politisk filosofi | Ett manifest för ett samhälle baserat på inre fred och samarbete.      |